# نمایش عجیب و غریب
نمایش عجیب و غریب (به انگلیسی: Freak Show) فیلمی محصول سال ۲۰۱۷ و به کارگردانی ترودی استایلر است. در این فیلم بازیگرانی همچون الکس لاوتر، ابیگیل برسلین، آناسوفیا راب، ایان نلسون، سلیا وستون، لاورن کاکس، بت میدلر، لری پاین و ویلا فیتزجرالد ایفای نقش کرده‌اند.